# 内因性急性死
内因性急性死（ないいんせいきゅうせいし）とは、内因性、すなわち病気が原因で起きる突然死のことである。WHOの定義では発症してから24時間以内に死亡した場合を突然死と定義している。さらに識者によっては発症してから1時間以内に死亡した例を瞬間死（英語：instantaneous death）とする見解もある。日本人の死亡の約10%が内因性急性死と考えられている。また東京都の監察医務院の報告では、内因死の原因として虚血性心疾患、脳血管障害、その他の心血管疾患で全体の3分の2を占めるとしている。これら突然死の多くは救急外来に到着した時点で心肺停止で搬送されるため、厳密には異状死に含まれる。正確な死因の究明には警察官の検視を経て、犯罪性がない限り行政解剖や病理解剖により診断を確定し死体検案書の作成が行われることが望ましい。